# سلطان پیر
سلطان پیر (آلمانی: Der alte Sultan) یک افسانه آلمانی است که توسط برادران گریم گردآوری شده و در جایگاه ۴۸ از مجموعهٔ «قصه‌های کودکان و خانواده» قرار دارد. این داستان ترکیبی از دو گونهٔ طبقه‌بندی آرنه-تامپسون-اوتر (ATU) است: ATU 101 با عنوان «سگ پیر ناجی کودک» و ATU 103 با عنوان «جنگ حیوانات اهلی و وحشی».

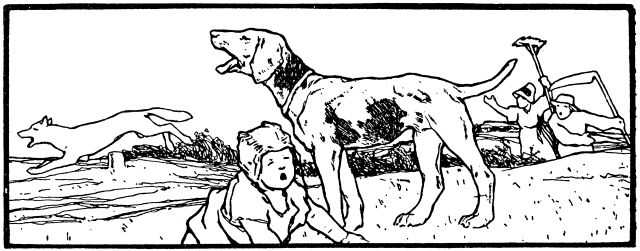
تصویرنگاری ۱۹۰۹

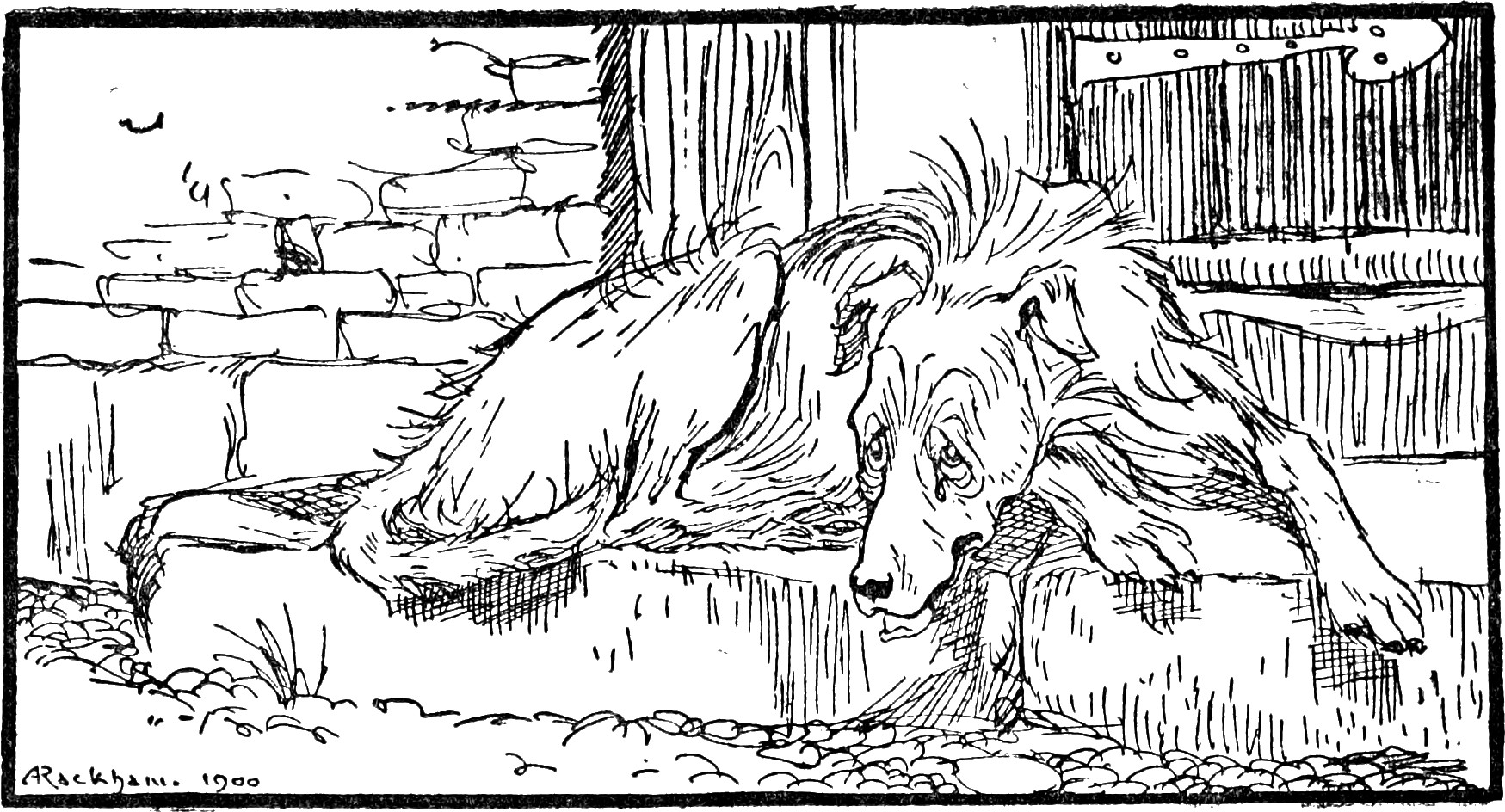
تصویرنگاری ۱۹۰۹

## خلاصه داستان
سلطان، سگ وفادار و نگهبان یک کشاورز است که اکنون پیر و بی‌دندان شده و دیگر نمی‌تواند وظیفه‌اش را به‌درستی انجام دهد. کشاورز تصمیم می‌گیرد او را بکشد چون بی‌فایده به نظر می‌رسد. همسرش سعی می‌کند او را از این تصمیم منصرف کند و از وفاداری سلطان سخن می‌گوید، اما کشاورز تصمیم خود را گرفته است.
سلطان که همه‌چیز را شنیده، بسیار ناراحت می‌شود و برای مشورت نزد دوست قدیمی‌اش، گرگ، می‌رود. گرگ نقشه‌ای می‌کشد تا سلطان را نجات دهد. او می‌گوید فردا وقتی کشاورز و همسرش فرزندشان را برای کار به مزرعه می‌برند، او کودک را می‌رباید و سلطان او را نجات می‌دهد. این کار باعث می‌شود کشاورز دوباره به سلطان اعتماد کند.
نقشه به خوبی اجرا می‌شود. سلطان کودک را نجات می‌دهد و کشاورز از او قدردانی می‌کند، برایش سوپ نان درست می‌کند و تشک نرمی برایش می‌گذارد.
اما مدتی بعد، گرگ برای دیدار با سلطان می‌آید و از او می‌خواهد اجازه دهد شبانه گوسفندی بدزدد. سلطان از این کار امتناع می‌ورزد و می‌گوید نمی‌تواند به اربابش خیانت کند. گرگ این را شوخی می‌پندارد، اما همان شب که برای دزدی می‌آید، سلطان به کشاورز خبر می‌دهد و او گرگ را می‌زند و فراری می‌دهد.
گرگ که احساس خیانت می‌کند، نزد دوستش گراز وحشی می‌رود و از او می‌خواهد که با هم به سلطان اعلان جنگ دهند. سلطان دعوت به نبرد را می‌پذیرد اما تنها کمکی که پیدا می‌کند یک گربهٔ سه‌پاست.
وقتی گرگ و گراز منتظر رسیدن آن‌ها هستند، دمِ راستِ گربه را با شمشیر اشتباه می‌گیرند و لنگ زدن او را نشانه‌ای از برداشتن سنگ برای پرتاب می‌دانند. ترسیده، مخفی می‌شوند. گربه که گوش گراز را در بوته‌ها با موش اشتباه می‌گیرد، آن را گاز می‌گیرد و گراز با فریاد فرار می‌کند و جای گرگ را لو می‌دهد.
سلطان و گربه، گرگ را صدا می‌زنند که از درخت پایین بیاید. گرگ که شرمنده و پشیمان شده، از سلطان عذرخواهی می‌کند و دوستی‌شان دوباره برقرار می‌شود.

## مضامین داستان
- وفاداری و قدرناشناسی: سلطان علی‌رغم وفاداری‌اش به کشاورز، در آستانهٔ مرگ قرار می‌گیرد، اما با زیرکی و همکاری دوستانش، دوباره جایگاه خود را می‌یابد.
- دوستی و خیانت: رابطهٔ میان سلطان و گرگ نشان می‌دهد که دوستی‌ها گاه با منافع شخصی در تضاد قرار می‌گیرند.
- ظواهر فریبنده: گرگ و گراز با دیدن ظاهر گربه، اشتباهاتی می‌کنند که در نهایت به شکست‌شان می‌انجامد؛ نشانه‌ای از فریب ظاهر.

## نسخه‌های مختلف و منابع
نسخهٔ اولیهٔ این داستان در ویرایش اول کتاب در سال ۱۸۱۲ ساده‌تر بود و در ویرایش دوم (۱۸۱۹) به شکل کنونی بازنویسی شد. منبع آن یوهان فریدریش کروز از شهر "هوف" در ایالت هسن بوده است.
در برخی نسخه‌ها، حیوانات دیگری همچون روباه و خرس جایگزین گرگ و گراز شده‌اند. در داستانی از منطقه پادربورن، سگ توسط گرگ برای جنگ تحریک می‌شود ولی باز هم فریب نمی‌خورد. همچنین، در فرهنگ اروپای شرقی ترکیب داستان سگ وفادار و جنگ حیوانات بسیار رایج است.

## در فرهنگ عامه
- در مجموعهٔ انیمه‌ای ژاپنی «Grimm Masterpiece Theater» قسمت «سلطان پیر» بازسازی شده است.
- نسخه‌ای کارتونی از این داستان در «سیمسالا گریم» (۲۰۱۰) پخش شده است.
- در تئاتر نیز اقتباسی با عنوان "Old Sultan" توسط کریستوفر میلر در سال ۲۰۱۲ نوشته شده است.